# Hippodrome Roberty
Pour les articles homonymes, voir Roberty.
L'hippodrome Roberty est un hippodrome situé au Pontet dans le Vaucluse, dans le domaine du château de Roberty.
Une dizaine de réunions s'y tiennent chaque année d'avril à juin.

## Historique

### Histoire du domaine
L'hippodrome est situé à l'intérieur du Domaine Roberty qui est l’un des derniers grands domaines agro-industriels installés au XIXe siècle dans la couronne avignonnaise, sur une propriété déjà attestée en 1578. Largement agrandi en 1769 à la suite d’un héritage, il est acheté en 1821 par les frères Charles et Joseph Thomas qui se consacrent, entre autres, à l’industrie et au commerce de la soie et de la garance.
Charles crée en 1850, l’hippodrome de Roberty auquel son fils Joseph donne son véritable essor et qui devient l’un des plus cotés de Provence. L’écurie du Pontet connaît la même renommée jusqu’en 1934.

### Société hippique d'Avignon
La Société hippique d'Avignon est créée en 1856, elle organise ses courses sur le champ de tir des Angles. Monsieur Charles Thomas, propriétaire de Roberty et qui passionné de courses de chevaux a fait construire une piste en 1850, propose à la Société hippique d'Avignon de l'héberger et il organise les 7 et 8 juin 1868 les premières courses.
Après la Seconde Guerre mondiale, la Société hippique d'Avignon a organisé pendant quelques années les réunions de Nice avant la construction de l'hippodrome de la Côte d'Azur de Cagnes-sur-Mer.

### Période contemporaine
L'hippodrome, les tribunes et les anciens haras ont été classés monuments historiques avec d'autres parties du domaine (arrêté du 5 avril 1993),, ; le domaine n’est donc pas constructible. Il est également classé au titre des sites naturel, depuis le 7 juillet 1972, pour son espace représentant une unité de zone verte importante, en lieu urbain.
Il est mentionné dans le Livre Guinness des records depuis 2004 en tant que cadre du record du monde de saut d'obstacles à cru organisé par le club taurin de Montfavet.
Le domaine de Roberty de 125 hectares, y compris l'hippodrome, a été mis en vente plusieurs fois depuis le début des années 2000 par son propriétaire, le Prince Rodolfo Del Drago, dont notamment en 2009,, mais sans aboutir. En 2011, de nouveaux acquéreurs se manifestent avec en prévision un projet immobilier.

## Activités

### Courses
Trois types de courses sont organisées : Plat, obstacles (Haies et Steeple) et Trot.
Il possède une piste corde gauche en herbe. Trois distances sont disponibles pour le steeple-chase : 3 300 mètres, 3 900 mètres et 4 200 mètres.

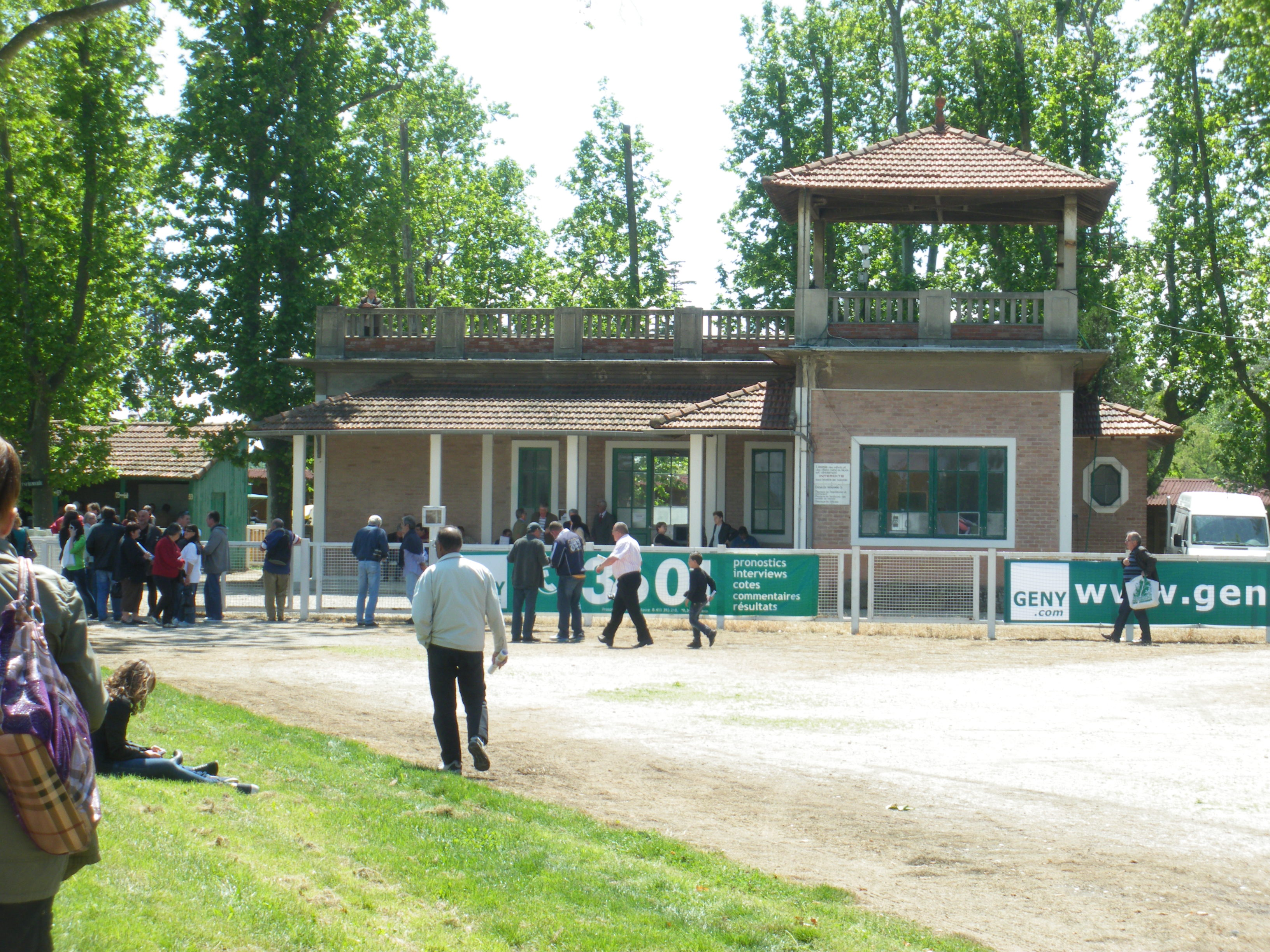
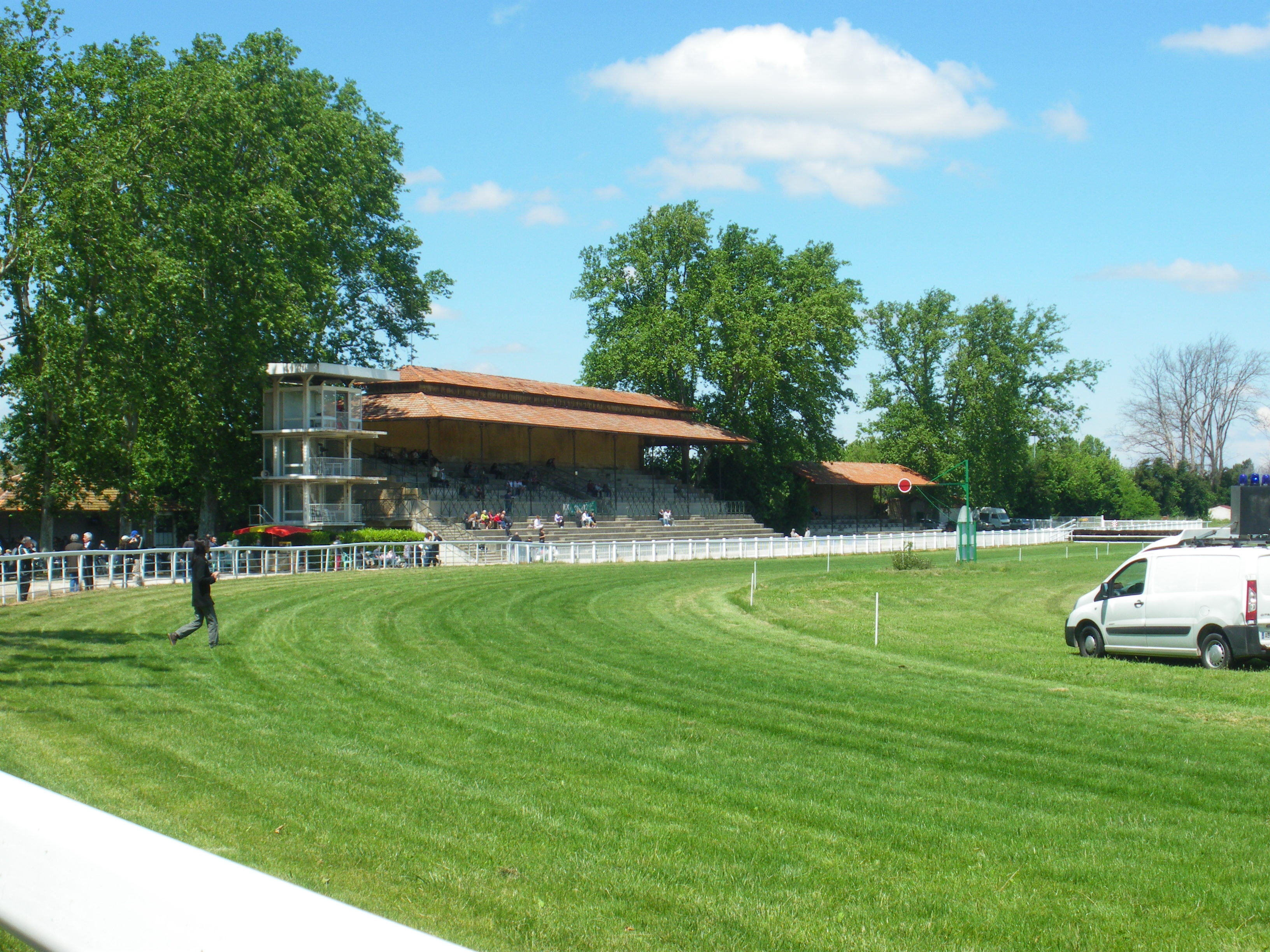
tribunes
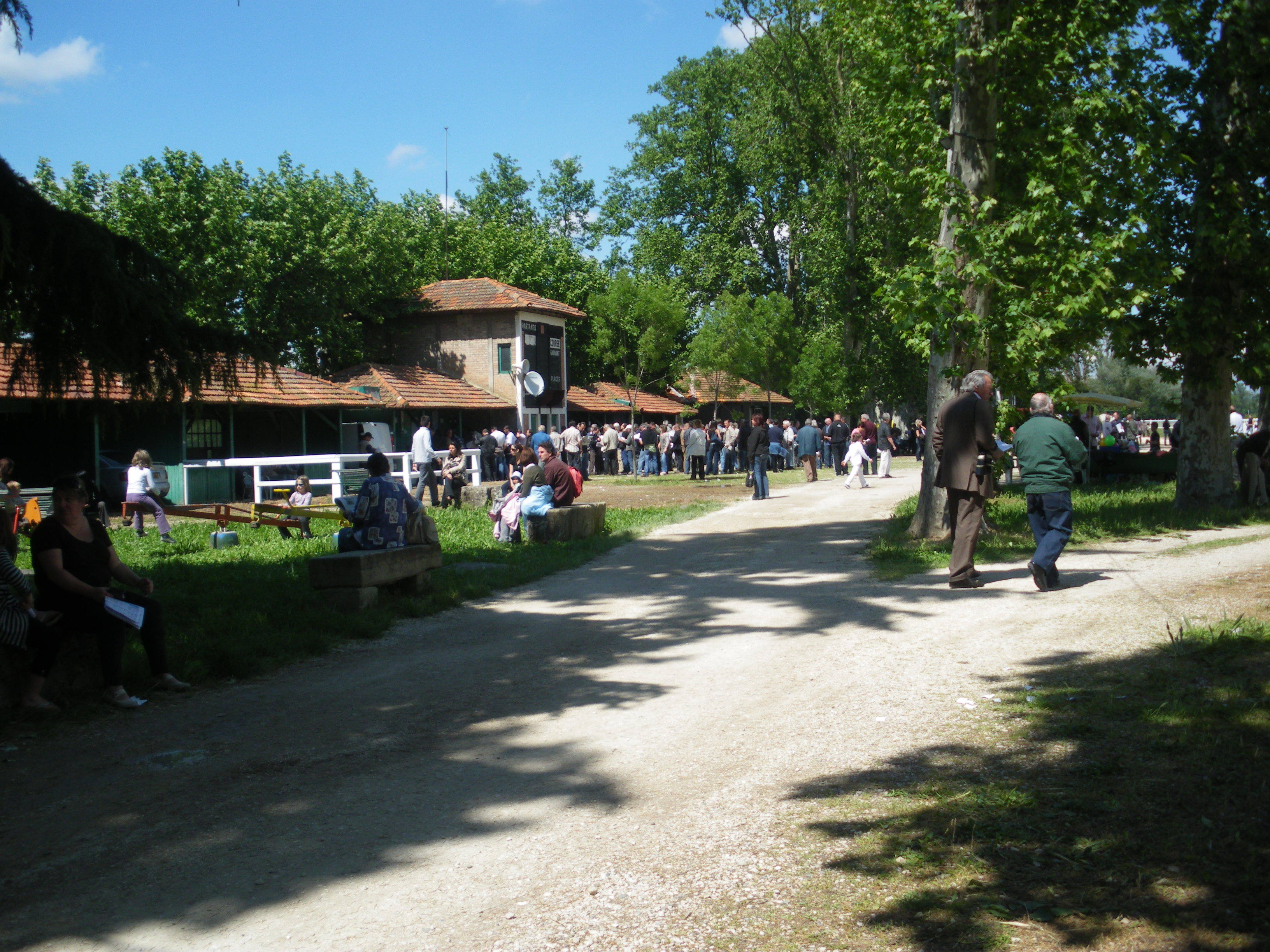
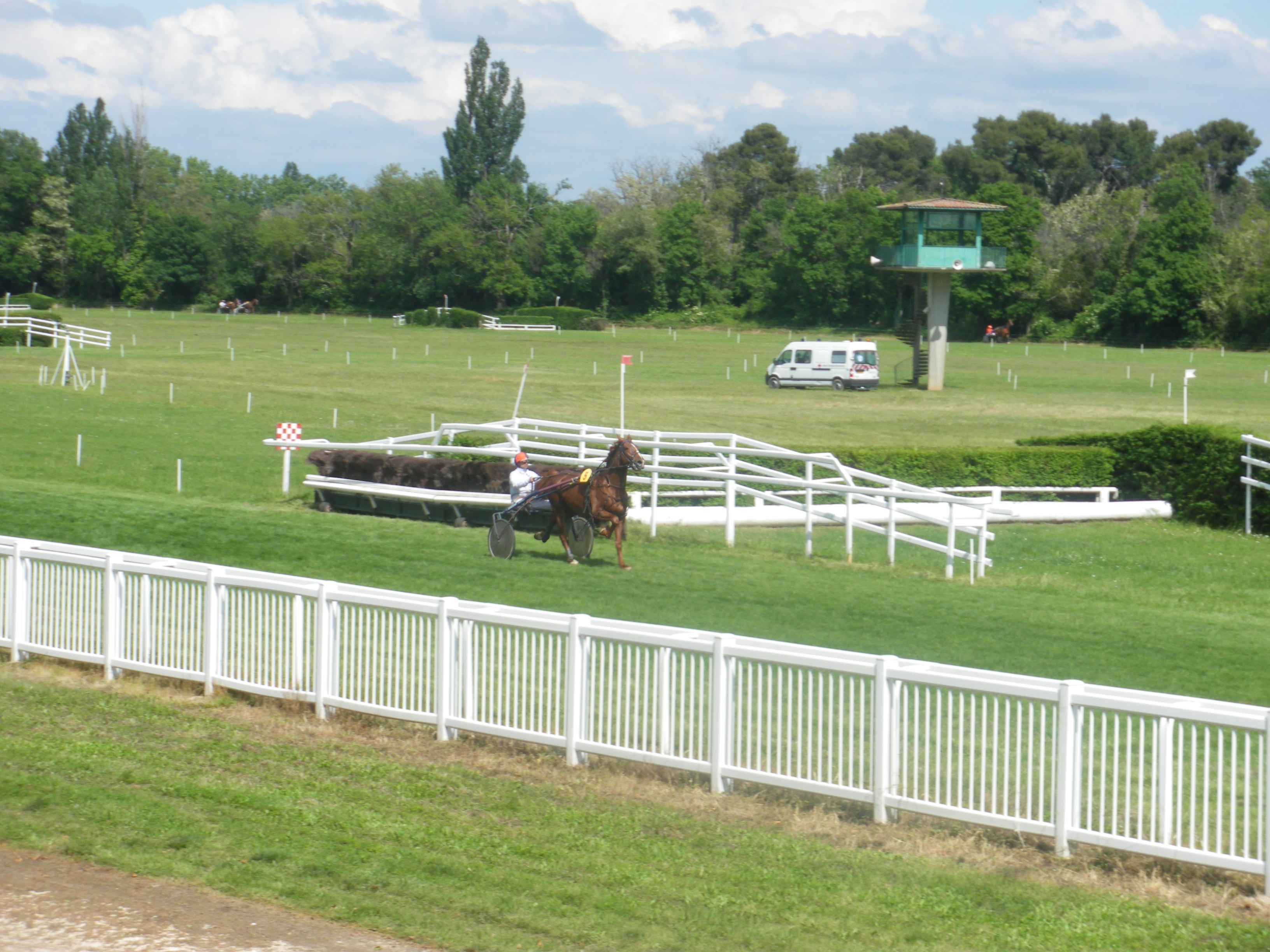
trotteur à l'entraînement

### Autres
Le Comité départemental olympique et sportif de Vaucluse organise régulièrement le cross-country UNSS départemental sur l'hippodrome. L'hippodrome de Roberty a aussi accueilli les championnats de cross de l'Académie d'Aix-Marseille le 18 décembre 2008. Le 28 mars 2009 s'y est déroulé le 49e cross national des Sapeurs-pompiers, qui a vu courir 2 900 pompiers venus de 88 départements.
Depuis 2008, un vide-grenier cavalier est organisé.
Le 9 juillet 2016 [Marion Maréchal Le Pen] y organise un "rassemblement Bleu Blanc Rouge Grand Sud".

## Budget
L'hippodrome Roberty dispose d'un budget annuel de 370 000 € (aidé à 40 % par la Fédération nationale des courses, plus 4 500 € du conseil général de Vaucluse et 2 000 € de la ville du Pontet). Le loyer est de 30 000 €. La Société hippique aimerait que la commune du Pontet acquière l'hippodrome. Il pourrait y avoir un rapprochement avec la ville d'Avignon, et avec la communauté d'agglomération.